# Oploditev
Oploditev (s tujko fertilizacija ali singamija) je v biološkem smislu nastanek novega organizma z združitvijo dveh gamet v zigoto, čemur sledi razvoj zarodka. Najbolj znan primer je združitev semenčice in jajčeca pri nekaterih živalih in človeku. Odvisno od vrste lahko ta proces poteka znotraj telesa samice (notranja oploditev) ali zunaj njega (zunanja oploditev). Drugi organizmi imajo lahko drugačne spolne celice, vendar gre v vseh primerih za združitev ženske in moške spolne celice. Takšnemu načinu razmnoževanja pravimo spolno razmnoževanje.

## Oploditev pri človeku
Ob oploditvi nastane z združitvijo moške spolne celice (semenčice) z žensko spolno celico zigota, iz zigote pa morula in blastocista. Blastocisto tvorita dva dela, notranja skupina celic in zunanji ovoj ali trofoblast (del bodoče posteljice).